# San Pedro (vulcano)
Il San Pedro è uno stratovulcano del nord del Cile, nella catena montuosa delle Ande. Si trova nella parte centro-settentrionale del Deserto di Atacama, vicino al confine con la Bolivia.